# Nymphon paucituberculatum
Nymphon paucituberculatum är en havsspindelart som beskrevs av Gordon, I. 1944. Nymphon paucituberculatum ingår i släktet Nymphon och familjen Nymphonidae. Inga underarter finns listade i Catalogue of Life.